# Capricornis crispus
El serau japonés (Capricornis crispus) es una especie de mamífero artiodáctilo de la familia Bovidae, conocido en japonés como nihon kamoshika (ニホンカモシカ), habita los bosques de la isla de Honshū, en Japón. En Kyushu y Shikoku existen poblaciones residuales. No se reconocen subespecies.
De cuerna reducida, tiene un pelaje gris abundante para aguantar los inviernos nipones.